# Eon McKai

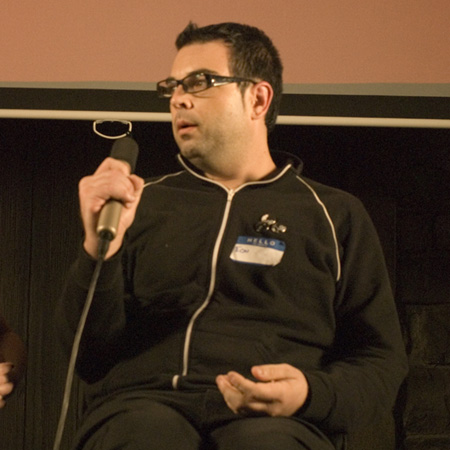
Eon McKai

 Eon McKai (* 1979) ist ein US-amerikanischer Pornoregisseur. Er gilt als einer der führenden Vertreter des Genres Alt porn. Das Pseudonym „Eon McKai“ ist eine Hommage an Sänger der Punkbands Minor Threat und Fugazi, Ian MacKaye.

## Leben
McKai war in die im Internet entstehende alternative Pornoszene involviert und fotografierte einige der frühen Sets für die Szene-Website SuicideGirls, die 2001 entstand. (Bereits 1999 ging GothicSluts.com online, was den Beginn der alternativen Szene markierte.) Nach dem Abschluss der Filmschule am California Institute of the Arts beschloss er, Regie bei Pornofilmen zu führen und stellte sich der Regisseurin Veronica Hart vor. Hart vermittelte ihm einen Kontakt mit der Produktionsgesellschaft VCA, die ihn im Jahr 2004 als Regisseur unter Vertrag nahm. Im Jahr 2006, nach der Produktion von mehreren Filmen für VCA, wurde McKai von der Vivid Entertainment Group engagiert, um das neue Label VividAlt zu leiten.
McKais Filme sind „alternative“ Pornofilme mit jüngeren Darstellerinnen mit alternativem Aussehen aus Subkulturen (wie Punks, Gothics und Skatern), von denen viele nicht etablierte Darsteller sind. Entgegen den vorherrschenden Trends in der Branche bevorzugt es McKai, statt Gonzofilmen Filme mit Handlung und hohen Produktionsstandards zu drehen. Zu seinen Einflüssen zählen Andy Warhol, frühe „künstlerische“ Porno-Regisseure wie Alex de Renzy, Gregory Dark und Stephen Sayadian, sowie die Ästhetik von „alternativen“ Websites wie RaverPorn, SuicideGirls und BurningAngel. Zu den bekannten Darstellern seiner Filme zählen Joanna Angel, Justine Joli, Katja Kassin, Dana DeArmond, Kurt Lockwood, Rob Rotten, Charlotte Stokely.
2006 unterrichtete McKai als Gastdozent über pornographischen Film an der University of California, Santa Barbara. Über ihn wurde unter anderem auch in der New York Times, der Los Angeles Times und im Rahmen des Berliner Pornfilmfestivals auch 2006 im Spiegel berichtet.

## Filmografie (Auswahl)
- 2004: Art School Sluts
- 2005: Kill Girl Kill 1-3
- 2005: Neu Wave Hookers (Remake des Klassikers New Wave Hookers)
- 2006: Girls Lie
- 2007: Debbie Loves Dallas
- 2008: Doll Underground
- 2009: Art School Girls are Easy
- 2010: Eyelashes